# Mauerjahre – Leben im geteilten Berlin
Mauerjahre – Leben im geteilten Berlin ist eine deutsche Dokumentations-Serie des RBB (Rundfunk Berlin-Brandenburg) aus dem Jahr 2011.

## Handlung
50 Jahre nach dem Bau der Berliner Mauer erzählt die Serie die Geschichte Berlins zwischen 1961 und 1990. In den enthaltenen Interviews kommen unter anderem der Journalist Peter Pragal, die Schauspielerin Karola Ebeling und der Moderator Lutz Stückrath zu Wort. Neben den einzelne Folgen wurde die Dokumentation auch in drei Teilen für jedes Jahrzehnt in gekürzter Fassung ausgestrahlt. Die Erstausstrahlung fand am 22. Juni 2011 beim Sender RBB statt. Die gekürzte Fassung in drei Teilen wurde am 2. Januar 2012 ebenfalls vom RBB gesendet. Wiederholungen der Jahresepisoden sendeten das NDR Fernsehen und ZDFinfo. Die Edel SE veröffentlichte die Dokumentation im Juli 2011 als DVD. Gleichzeitig mit der DVD erschien das gleichnamige Begleitbuch zur Doku-Serie.